# Редька (Мозырский район)
Редька (бел. Рэдзька) — деревня в Прудковском сельсовете Мозырского района Гомельской области Республики Беларусь.
Поблизости от деревни месторождение железняка.

## География

### Расположение
В 5 км от Мозыря, от железнодорожной станции Мозырь (на линии Калинковичи — Овруч), 49 км от Гомеля.

### Гидрография
На реке Тур (приток реки Припять).

## Транспортная сеть
Транспортные связи по просёлочной, затем автодорогам, которые отходят от Мозыря. Деревянные крестьянские усадьбы стоящие вдоль просёлочной дороги.

## История
По письменным источникам известна с XIX века как деревня в Мозырском уезде Минской губернии. Согласно переписи 1897 года действовал еврейский молитвенный дом, в Слободской волости. В 1920 году открыта школа, которая размещалась в наёмном крестьянском доме. В 1931 году жители вступили в колхоз. Во время Великой Отечественной войны 11 жителей погибли на фронте. Согласно переписи 1959 года в составе сортоиспытательной станции «Прудок» (центр — деревня Прудок).

## Население

### Численность
- 2004 год — 17 хозяйств, 12 жителей.

### Динамика
- 1850 год — 7 дворов.
- 1870 год — 44 ревизские души.
- 1897 год — 33 двора, 195 жителей (согласно переписи).
- 1925 год — 57 дворов.
- 1959 год — 62 жителя (согласно переписи).
- 2004 год — 17 хозяйств, 12 жителей.